# Adam Skreczko
Adam Skreczko (ur. 1957) – polski duchowny katolicki, prałat, teolog, prof. dr hab., kanonik gremialny Kolegiackiej Kapituły Krypniańskiej, proboszcz parafii pw. św. Maksymiliana Marii Kolbego w Białymstoku.

## Życiorys
Specjalizuje się w katechetyce. Pełni funkcje kierownika Katedry Teologii Pastoralnej Małżeństwa i Rodziny na Wydziale Studiów nad Rodziną Uniwersytetu Kardynała Stefana Wyszyńskiego oraz rektora Archidiecezjalnego Wyższego Seminarium Duchownego w Białymstoku (2007–2013). Sprawuje urząd wikariusza biskupiego ds. stałej formacji kapłanów archidiecezji białostockiej. Jest redaktorem naczelnym czasopism naukowych Studia Teologiczne Białystok Drohiczyn Łomża (od 2008) i Rocznik Teologii Katolickiej (od 2001).

## Ważniejsze publikacje
- La famiglia Polacca e l'emigrazione : analisi antropologico-teologica (1993)
- Troska Kościoła katolickiego w Polsce o małżeństwo i rodzinę w okresie Wielkiej Nowenny (1957-1966) : studium teologiczno-pastoralne (2002)
- Rodzina Bogiem silna (2004)
- Wychowanie domowe (2007)
- Nauczanie religii i postawy katechetów Wileńszczyzny (wraz z Bogusławem Grużewskim, 2008)